# Nobili (Nobéré)
Pour les articles homonymes, voir Nobili.
Nobili est une commune rurale située dans le département de Nobéré de la province du Zoundwéogo dans la région Centre-Sud au Burkina Faso.

## Géographie
Nobili est localisé à 20 km au nord-ouest de Nobéré et à 20 km à l'ouest du centre de Manga. La commune est traversée par la route nationale 5.

## Santé et éducation
Nobili accueille un centre de santé et de promotion sociale (CSPS) tandis que le centre médical (CMA) le plus proche se trouve à Manga.
Le village possède une école primaire publique.